# Toše Proeski
Todor Toše Proeski (25 de gener de 1981 - 16 d'octubre de 2007) va ser un cantant multi-gènere, compositor i actor macedoni.
Proeski era popular a tota l'àrea dels Balcans, així com a bona part d'Europa, però localment era considerat com un dels més grans exponents de la música de Macedònia del Nord. Todor era conegut per les seves bones actuacions vocals i cançons com ве сакам сите ("Et vull tot"), i va ser anomenat una vegada l'Elvis Presley dels Balcans per la BBC.
Va morir en un accident de cotxe a l'autopista A-3 de Croàcia, prop de Nova Gradiška, a l'edat de 26 anys.